# Garcinia blumei
Garcinia blumei är en tvåhjärtbladig växtart som beskrevs av Jean Baptiste Louis Pierre. Garcinia blumei ingår i släktet Garcinia och familjen Clusiaceae. Inga underarter finns listade i Catalogue of Life.